# Кота Федір Степанович
Фе́дір Степа́нович Ко́та (29 липня 1929 — 14 квітня 2006) — український радянський спортсмен та тренер з сучасного п'ятиборства. Заслужений тренер УРСР (1966) та Заслужений тренер СРСР (1968).

## Біографічні відомості
Федір Кота народився 29 липня 1929 року в м. Мукачево (нині Закарпатська область України).
У 1953 році Федір Степанович Кота закінчив Львівський державний інститут фізкультури. Спеціалізувався з фехтування. Першими учителями Ф. С. Коти були заслужений тренер СРСР Вадим Олексійович Андрієвський і  доктор педагогічних наук Володимир Станіславович Келлер. Перейнявши від них досвід викладання, майстер спорту Федір Степанович Кота був залишений для роботи на кафедрі.
З 1956 року займається сучасним п'ятиборством. Він почав займатися із групою спортсменів, у яку увійшли Лев Матюшенко — нині заслужений тренер УРСР, майстер спорту, державний тренер Радянського Союзу із сучасного п'ятиборства. Ярослав Горожанський, а також Вадим Яковлев, Андрій Глазков, Валерій Пічужкін котрий згодом стане чемпіоном СРСР.
| Спочатку було важко, — розповідає Ф. С. Кота. — Доводилося «кооперуватися» із тренерами по верховій їзді та стрільбі. Відверто скажу, і сам вчився усім тонкощам цих технічних видів. Хочу сказати велике спасибі чемпіонці СРСР Ніні Жердьовій (Власенко), Василю Гавві (стрільба), кіннотникам Петру Байді та Василю Беденку. Воли швидко ввели мене у курс справи. А в плаванні та бігу я був підготовлений ще в інституті. Що ж стосується фехтування, то це моя головна спеціальність. |
З 1959 року в когорту найкращих вихованців Коти увійшли Павло Ледньов (пізніше багаторазовий чемпіон світу, заслужений майстер спорту СРСР), а також Валерій Сьомін (пізніше також майстер спорту та помічник Ф. Коти) та Володимир Редько. Сьомін — другий тренер секції львівського СКА — зумів підготувати 19 майстрів спорту, але його учитель має на своєму рахунку їх удвічі більше.
З 1960 року Ф. С. Кота стає тренером збірної команди СРСР. У цей час він допомагав тренувати Олега Чувиліна, Едуарда Сдобнікова, Віктора Мінеєва. Перший із них став головним тренером СРСР із сучасного п'ятиборства, другий зумів завоювати звання чемпіона світу, останній багаторазовий срібний призер чемпіонатів світу.
Згодом Ф. С. Кота закінчив аспірантуру при державному центральному ордена Леніна Інституті фізкультури. У цей час із Душанбе до нього на навчання приїхав Леонід Іванов.
| Я відразу повірив у Леоніда Іванова, — розповідає Федір Степанович. — Займаючись поруч з Павлом Ледньовим, він значно додав у фізичній підготовні. І, як результат, — у 1970 році Л. Іванов привіз із Сан-Антоніо золоту медаль чемпіона світу у командному заліку, за що йому було присвоєно звання заслуженого майстра спорту. |

## Внесок у спорт, учні й наступники
Серед учнів Коти — Сергій Репетенко, Володимир Софієнко, Степан Березовський. Заняття по методиці, розробленій їх наставником, дозволили підростаючій зміні домогтися відмінних результатів. Так, Сергій Репетенко двічі був чемпіоном СРСР серед юніорів і переможцем І Всесоюзних молодіжних ігор, а також чемпіоном СРСР у командному заліку.
Федір Степанович Кота зумів створити монолітний колектив, який двічі завойовував звання чемпіона країни і володаря Кубка СРСР. Саме тому два вихованці львівського СКА П. Ледньов та Л. Іванов отримали право виступати від Радянського Союзу на розіграш Кубка Європи із сучасного п'ятиборства, у насліді чого завоювали почесний трофей.
Найтитулованіший учень Павло Ледньов отримав перемоги у 4 особистих та ще 2 у командній першості чемпіонатів світу з сучасного п'ятиборства. Крім того, багаторазовий призер в особистий та командній першості на Олімпійських іграх, та двічі чемпіон у командних змаганнях.

### Цитати
Моя перша зустріч з Федором Степановичем Котою — тренером п'ятиборців Львівського СКА — відбулася у 1959 р. Важко сказати, чим я його зацікавив, адже того дня у басейні були юнаки, які плавали значно швидше за мене. Мабуть моя наполегливість зіграла не останню роль у цьому. Багато років ми працювали разом. Цінні поради тренера дозволили мені опанувати не тільки плавання, а й біг, фехтування, стрільбу та верхову їзду. А звичка досягати цілей привела нас до жаданого успіху.
— Павло Ледньов, олімпійський чемпіон.
Нагороджений медалями «За трудову відзнаку» (1972), «За трудову доблесть» (1976).